# DV8 Physical Theatre
DV8 Physical Theatre est une compagnie de danse contemporaine fondée par Lloyd Newson en 1986 et basée à Artsadmin (en) en Angleterre.

## Historique
Le nom de la compagnie signifie "Dance and Video 8" (super 8 mm), et joue sur le mot anglais deviate, signifiant déviant ou pervers. Ce nom est en partie choisi en référence aux films vidéo que produit la compagnie, en plus des représentations sur scène. Ces films ont été reconnus mondialement et primés dans des festivals spécialisés,,.

## Démarche artistique
Engagées politiquement et socialement, les pièces du DV8 Physical Theater traitent de sujets tels que la minorité, la marge, l’homosexualité, le handicap physique. La compagnie emploie des danseurs valides et des danseurs handicapés,.

## Chorégraphies (liste partielle)
- 1986 : My Sex, Our Dance
- 1988 : Dead Dreams of Monochrome Men
- 1990 : If Only...
- 1992 : Strange Fish[4]
- 1995 : Enter Achilles[4]
- 1997 : Bound to Please
- 1999 : The Happiest Day of My Life
- 2000 : The Cost of Living[4]
- 2005 : Just for Show
- 2011 : Can We Talk About This